# Kino Grozy Extra
Kino Grozy Extra – jest to jeden z miesięczników wydawany przez Carisma Entertainment Group. Do każdego numeru dodawany jest film grozy. Gazeta działa od lutego 2007 roku. Na początku na opakowaniu każdej płyty znajdowało się logo magazynu. Logo zniknęło w 8 numerze.

## Spis filmówKina Grozy Extraw 2007 roku
- nr 01/2007 UKM: Maszyna do zabijania
- nr 02/2007 Rzeźnia
- nr 03/2007 W mroku zła
- nr 04/2007 Mroczne szczątki
- nr 05/2007 R-Point
- nr 06/2007 Pogłos – śmierć zapisana w dźwiękach
- nr 07/2007 Ostatni dom po lewej + Dom na Przeklętym Wzgórzu
- nr 08/2007 Incubus
- nr 09/2007 Km31
- nr 10/2007 Mistrzowie horroru (sezon I) 1: Cigarette burns + Incydent na górskiej trasie
- nr 11/2007 Mistrzowie horroru (sezon I) 2: Piętno + Taniec umarłych

## Spis filmówKina Grozy Extraw 2008 roku
- nr 01/2008 Mistrzowie horroru (sezon I) 3: Koszmar w domu wiedźmy + Czekolada
- nr 02/2008 Mistrzowie horroru (sezon I) 4: Chora dziewczyna + Jasnowłose dziecko (Pierwsze urodziny Kina Grozy Extra)
- nr 03/2008 Mistrzowie horroru (sezon I) 5: Autostopowiczka + Opowieść Haeckela
- nr 04/2008 Mistrzowie horroru (sezon I) 6: Kobieta jeleń + Powrót do domu
- nr 05/2008 Mistrzowie horroru (sezon I) 7: Jenifer + dodatki specjalne
- nr 06/2008 Mistrzowie horroru (sezon II) 1: Przeklęty + Futerka
- nr 07/2008 Mistrzowie horroru (sezon II) 2: Rodzinka + Wygrana
- nr 08/2008 Mistrzowie horroru (sezon II) 3: Pragnienie ciszy + Obrońca życia
- nr 09/2008 Mistrzowie horroru (sezon II) 4: Sposób na szkodnika + Valerie na schodach
- nr 10/2008 Mistrzowie horroru (sezon II) 5: Prawo śmierci + Wszyscy wołają o lody
- nr 11/2008 Mistrzowie horroru (sezon II) 6: Czarny kot + Wymarzony rejs
- nr 12/2008 Mistrzowie horroru (sezon II) 7: Bractwo Waszyngtona – nie ukazało się na rynku

Zobacz też: Kino Konesera, Kino Akcji, Kino Grozy, Kino Komedii, Kino Kryminalne, Mocne Kino, Super Kino, Kino Familijne, Kino Familijne Junior.